# Рузайкин, Геля Иванович
Геля (Энгельс) Иванович Рузайкин (родился 16 сентября 1935 года, Ковылкино, Мордовская АССР, Куйбышевский край, РСФСР, СССР) — советский учёный-математик, российский журналист, специализирующийся на публикациях в сфере информационных технологий, научный редактор журнала «Мир ПК».

## Биография
Родился в семье советского работника. В прошлом отец, Иван Иванович Рузайкин (1907—1980), по национальности мордвин, окончил 2-й Московский государственный университет, получил специальность врача и работал по специальности. Мама, Мария Афанасьевна (ур. Боронина), происходила из русской ремесленной семьи, после рождения детей вела домашнее хозяйство. Геля был старшим из девяти детей, кроме него в семье воспитывались дети Нинель, Татьяна, Клавдия (умерла в младенчестве), Галина (умерла в младенчестве), Владимир, Александр (впоследствии стал зятем М. В. Водопьянова), Ольга, Сергей. С 1937 года семья жила в Москве, отец начал учёбу в Институте красной профессуры.
Окончил Механико-математический факультет МГУ, кафедра «Теория вероятностей и математическая статистика» (1958 год), дипломная работа по теории информации. Ученик Добрушина.
Заместитель директора РИВЦ по научной работе. Имеет более 80 научных работ, среди них четыре книги. Член Российской ассоциации электронных библиотек, член экспертного совета «Премия Рунета», автор многочисленных рецензий и аннотаций к изданиям ИТ-тематики, постоянный активный участник различных тематических выставок, конференций и семинаров.

## Интересные факты
- Именем «Геля Иванович Рузайкин» названа одна из звёзд созвездия Стрелец — IS122-905[6]